# 대한민국 민법 제251조
대한민국 민법 제251조는 도품, 유실물에 대한 특례에 대한 민법 물권법 조문이다. 거래의 안전과 피해자 보호를 조화하기 위한 조항이다.

## 조문
제251조(도품, 유실물에 대한 특례) 양수인이 도품 또는 유실물을 경매나 공개시장에서 또는 동종류의 물건을 판매하는 상인에게서 선의로 매수한 때에는 피해자 또는 유실자는 양수인이 지급한 대가를 변상하고 그 물건의 반환을 청구할 수 있다.

第251條(盜品, 遺失物에 對한 特例) 讓受人이 盜品 또는 遺失物을 競賣나 公開市場에서 또는 同種類의 物件을 販賣하는 商人에게서 善意로 買受한 때에는 被害者 또는 遺失者는 讓受人이 支給한 代價를 辨償하고 그 物件의 返還을 請求할 수 있다.

## 사례
도둑이 훔쳐간 그림이 경매에서 1억 원에 거래된 경우, 이를 선의로 구매한 사람은 보호받으며 원 소유자는 그 물건을 되찾기 위해 구매한 사람에게 1억 원을 변상해야 한다.

## 참고 문헌
- 오현수, 일본민법, 진원사, 2014. ISBN 978-89-6346-345-2
- 오세경, 대법전, 법전출판사, 2014 ISBN 978-89-262-1027-7
- 이준현, LOGOS 민법 조문판례집, 미래가치, 2015. ISBN 979-1-155-02086-9

## 같이 보기
- 유실물